# I Libri d'acciaio
I Libri d'Acciaio è una storica collana di libri per ragazzi, pubblicata da Bompiani tra il 1930 e il 1935. Valentino Bompiani ambiva, con questa serie di libri, a modernizzare la Letteratura per ragazzi. La copertina dei volumi era rivestita in lamina d'alluminio. La promozione dei libri era accompagnata dallo slogan: « Libri moderni per ragazzi moderni ».
Di seguito, tutti i titoli della collana:
- Ellersley Hall, Il mistero dei raggi "Z" (1930, n. 1)

- Richard Halliburton, Io conquisto nuovi mondi (1930, n. 2)
- Otfrid von Hanstein, Il razzo siderale (1930, n. 3)
- P. G. Ehrhardt, Il transoceano "M. I." (1931, n. 4)
- Salvator Gotta, I birichini del cielo (1931, n. 5)
- Mario Pensuti, Il vascello senza ancore (1931, n. 6)
- Erich Kästner, Antonio e Virgoletta (1932, n. 7)
- Erich Kästner, Emilio e i detectives (1932, n. 8)
- Lisa Tetzner, Hans gira il mondo (1932, n.9)
- Erich Kästner, La classe volante (1934, n. 10)
- Julius King, La pepita d'oro (1934, n. 11)
- Charles Alexander Eastman Ohiyesa, Ricordi di un piccolo pellirosse (1934, n. 12)
- Alfredo Fabietti, Lo spezzatore di rocce: la vita giovanile dell'esploratore Henry Stanley (1935, n. 13)